# Fercorb
Fercorb („Człowiek Wozu”) – legendarny zwierzchni król Irlandii z dynastii Milezjan (linia Emera) w latach 222-215 p.n.e. Syn Modcorba, zwierzchniego króla Irlandii.
Objął, według średniowiecznej irlandzkiej legendy i historycznej tradycji, władzę po zamordowaniu swego poprzednika i mordercy ojca, Irereo Gleofathacha („Biegłego”), w Ulaid. Są rozbieżności w źródłach, co do czasu jego rządów. Roczniki Czterech Mistrzów i Księga najazdów Irlandii („Lebor Gabála Érenn”) podały jedenaście lat, zaś Roczniki z Clonmacnoise siedem lat rządów. Zginął z ręki Connli Caema („Przystojnego”), mściciela śmierci ojca oraz nowego zwierzchniego króla Irlandii. Fercorb pozostawił po sobie syna Adamaira Foltchaoina („o Delikatnych Włosach”), przyszłego zwierzchniego króla Irlandii.